# Belaja Holunyica-i járás

A Belaja Holunyica-i járás a Kirovi területen

A Belaja Holunyica-i járás (oroszul Белохолуницкий район) Oroszország egyik járása a Kirovi területen. Székhelye Belaja Holunyica.

## Népesség
- 1989-ben 27 156 lakosa volt.
- 2002-ben 23 232 lakosa volt, melynek 97,3%-a orosz.
- 2010-ben 19 890 lakosa volt, melyből 19 404 orosz, 91 ukrán.